# كعبول
كعبول هو مسلسل رسوم متحركة مقتبس عن قصص كوميكس بلجيكية الأصل باللغة الفرنسية بطولة كلب سمين أبيض كسول يدعى كوبيتوس (Cubitus) رفقة مخترع عبقري. لكنه أٌخرج للتلفزيون في اليابان أنمي ياباني (باليابانية: どんどんドメルとロン، باسم "دون دون دوميل تو رون" ودوميل اسم شخصية كعبول الياباني والبلجيكي).
أُنتج ما بين عامي 1988-1989، وقُدّم إلى الجمهور العربي بعيد ذلك بدبلجة أردنية في أول التسعينات بعنوان «كعبول». لاحقا تم إعادة دبلجة الحلقات في لبنان حوالي 2005 بالعنوان الإنكليزي «واوسر» بيد أن تلك النسخة عرضت على عدد قليل من القنوات.

## الكوميكس الأصلي
كعبول (Cubitus «كوبيتوس») هي سلسلة كوميكس بلجيكي باللغة الفرنسية للفنان دوبا صدرت لأول مرة في مجلة تان تان الفرنسية في 1968 بإجمالي 39 ألبوم، ثم أنتجت منها سلسلة انمي ياباني. تدور أحداث القصص الكوميدية حول كلب أبيض عملاق كسول يدعى كوبيتوس ومغامراته مع مالكه المخترع سيفامور.
ترجمت سلسلة الكوميكس الورقي إلى اللغة العربية في مجلة تان تان العربية من إنتاج تراكسديم بعنوان «الكلب لوبو» أوائل الثمانينات. وبعد ظهور النسخة العربية من الانمي التلفزيوني بعنوان «كعبول»، نشرت له مغامرات أخرى في مجلة بلبل ومجلة باسم الإماراتية تحت اسم «كعبول» (مع أن مجلة بلبل استخدمت الاسم «لوبو» في البداية ثم غيرته).

## قائمة الشخصيات
| الاسم العربي | الاسم الفرنسي | الاسم الهولندي | الاسم الياباني | الاسم الإنجليزي | ملخص الشخصية                            |
| ------------ | ------------- | -------------- | -------------- | --------------- | --------------------------------------- |
| كعبول        | كوبيتوس       | دوميل          | دوميل          | واوزير          | كلب أبيض سمين مصاحب للبروفيسور          |
| عبقرينو      | سيمافور       | سيمافور        | رون            | دينغي           | البروفيسور. مخترع عبقري.                |
| مشاكس        | سينيشال       | ...            | بلاكي          | راتسو           | قط أسود مشاكس. أحياناً يكون صديقاً لكعبول |
| نادين        | ...           | ...            | شيري           | ليندا           | فتاة مراهقة تعرف كعبول وعبقرينو         |
| رفيعة        | ...           | ...            | بياتريكس       | بيتريس          | سيدة تعرف كعبول وعبقرينو                |
| الشرطي       | ارتورو        | ماتادور        | ...            | ...             | شرطي يصفر دائماً عند حدوث المشاكل        |
| هشام         |               |                |                | بوب             | أخو نادين العاشق للآيس كريم             |

## الأصوات
النسخة العربية
- عبد الكريم القواسمي
- موسى حجازين
- محتسب عارف
- رندا زكريا
- محمد خليل
- وفاء القسوس
- هالة الخازن
- كمال الرايخ
- مصطفى أبو هنود

## وصلات خارجية
- كعبول على موقع IMDb (الإنجليزية)
- كعبول على موقع ألو سيني (الفرنسية)
- كعبول على موقع قاعدة بيانات الفيلم (الإنجليزية)
- كعبول على موقع ANN anime (الإنجليزية)
- صفحة كعبول في شبكة أخبار الأنمي
- مقدمة كعبول في النسخة العربية على يوتيوب
- موقع كوبيتوس على قاعدة الأفلام العالمية